# متلازمة الذاكرة الكاذبة
في علم النفس، متلازمة الذاكرة الكاذبة هي حالة منطوية على تأثر هوية الفرد وعلاقاته الاجتماعية بالذكريات الكاذبة الناجمة عن تعرضه للصدمة النفسية، إذ تمثل هذه الذكريات مجموعة من إعادة التجميعات غير الصحيحة واقعيًا التي يؤمن بها الفرد بشدة. صاغ بيتر جيه فرايد هذا المصطلح جزئيًا عند تفسيره ما أطلق عليه الاتهام الكاذب بعد اتهامه من قبل ابنته جينيفر فرايد بالاعتداء الجنسي، ليساهم عمله اللاحق بعنوان أساس متلازمة الذاكرة الكاذبة (إف إم إس إف) في تعميم هذا المفهوم. يلقى هذا المبدأ، الذي ينطوي على قدرة الأفراد على تشكيل ذكريات كاذبة ووجود تأثير خارجي محتمل في تكوين مثل هذه الذكريات، قبولًا واسعًا بين أوساط العلماء. مع ذلك، لم تُصنف متلازمة الذاكرة الكاذبة بوصفها مرضًا نفسيًا في أي دليل طبي بما في ذلك المراجعة العاشرة للتصنيف الدولي للأمراض (آي سي دي - 10) والدليل التشخيصي والإحصائي للاضطرابات النفسية، الطبعة الخامسة (دي إس إم - 5).
من المحتمل حدوث متلازمة الذاكرة الكاذبة كنتيجة لعلاج الذاكرة المستعادة، التي تمثل أيضًا أحد المصطلحات المحددة بواسطة أساس متلازمة الذاكرة الكاذبة في أوائل تسعينيات القرن العشرين، وتشير إلى مجموعة من الطرق العلاجية التي من شأنها تحفيز عملية التخريف. تُعتبر عالمة النفس إليزابيث لوفتس الشخصية الأبرز والأكثر تأثيرًا في نشوء هذه النظرية.

## التعريف
متلازمة الذاكرة الكاذبة هي حالة مقترحة تركز فيها هوية الشخص وعلاقاته الشخصية على ذكرى تجربة مؤلمة يدعي المتهم أنها لم تحدث أبدًا ولكن الضحية المزعومة تعتقد بشدة أنها حدثت.
مفهوم FMS مثير للجدل، ولا يتضمنه الدليل التشخيصي والإحصائي للاضطرابات النفسية ولا التصنيف الدولي للأمراض. اقترح عضو FMSF Paul R. McHugh، من بين مؤيدين آخرين لبناء متلازمة الذاكرة الكاذبة، أن المصطلح لم يتم اعتماده في الإصدار الرابع من الدليل لأن اللجنة ذات الصلة، وفقًا لماكهيو، كان يرأسها مؤمنون باستعادة الذاكرة. رفض المشاركون في عملية التحرير والنشر DSM-IV هذا الاتهام ووصفوا ادعاء ماكهيو بأنه تآمري، مشيرًا إلى أن أحدث إصدار من التصنيف الدولي للأمراض اختار أيضًا عدم تضمين متلازمة الذاكرة الكاذبة مع تضمين فقدان الذاكرة الانفصالي.

## علاج الذاكرة المستعادة
علاج الذاكرة المستعادة هو مصطلح صاغه المشككون في دقة الذكريات المنفصلة سابقًا لوصف العمليات والأساليب العلاجية التي يعتقدون أنها تخلق ذكريات خاطئة ومتلازمة الذاكرة الخاطئة. تتضمن هذه الأساليب التنويم المغناطيسي، والمهدئات، وكتابة اليوميات، وسؤال العميل عن إساءة المعاملة في مرحلة الطفولة المحتملة، والعلاج الجماعي، والنظر إلى صور الطفولة، وأسئلة التحقيق وأي نوع من العلاج النفسي المنحى، لا سيما عندما يعتقد المعالج أن الذكريات المكبوتة للأحداث الصادمة هي سبب حدوث مشاكل العميل. لم يتم سرد المصطلح في الدليل التشخيصي والإحصائي للاضطرابات النفسية الرابع أو استخدامه من قبل أي طريقة علاج نفسي رسمية سائدة، مما أدى إلى اتهامات بأن المصطلح أكثر قليلاً من مجرد ازدراء.
لا يمكن إنكار أن مثل هذه التقنيات قد استخدمت في الماضي. ومع ذلك، فإن كلاً من ملاءمة بعض التقنيات والمدى الذي تسببت فيه في انتشار وباء مفترض للذكريات الزائفة أمر مثير للجدل بشدة.

## الأدلة على الذكريات الكاذبة
تُعتبر الذاكرة البشرية مستحدثة وإيحائية بشدة، إذ يمكنها خلق مجموعة متنوعة وواسعة من الذكريات المخيفة، والمحرجة وغير المؤذية عبر العديد من التقنيات المختلفة – بما في ذلك الصور الموجهة، والتنويم المغناطيسي والإيحاءات بواسطة الآخرين. على الرغم من عدم النجاح في تطوير الذكريات لدى جميع الأفراد المعرضين لهذه التقنيات، تشير التجارب إلى قدرتها على تطوير الذكريات لدى عدد معتبر من الناس، الذين سيدافعون بفعالية عن وجود هذه الأحداث الكاذبة، حتى بعد إعلامهم بأنها كاذبة ومزروعة عمدًا. خلقت التساؤلات حول إمكانية وجود ذكريات كاذبة اهتمامًا كبيرًا جدًا بإيحائية الذاكرة البشرية ما سمح بالزيادة الكبيرة في المعرفة حول كيفية تشفير الذكريات، وتخزينها واسترجاعها، وانتهى بمجموعة من التجارب الرائدة مثل تجربة الضياع في المركز التجاري. في تجربة روديغر وماكديرموت (1995)، عرض الباحثون قائمة من العناصر (مثل السكاكر، والسكر والعسل) التي يجب دراستها على مجموعة من الأفراد المشاركين في التجربة. عندما طُلب من المشاركين تذكر هذه العناصر، كان من المرجح تذكرهم بعض الكلمات غير الموجودة ذات الصلة اللغوية (مثل الحلوى) بشكل أكبر من العناصر المدروسة بالفعل، ما خلق بالتالي ذكريات خاطئة. ما تزال هذه التجربة مثيرة للجدل على الرغم من تكرارها على نطاق واسع، إذ يرجع ذلك إلى احتمال ميل المشاركين في التجربة إلى تخزين العناصر المرتبطة لغويًا من قائمة الكلمات بشكل مفاهيمي عوضًا عن تخزينها كلغة، ما يبرر أخطاء تذكر الكلمات دون خلق ذكريات خاطئة. اكتشفت سوزان كلانسي أن الأفراد الذين يزعمون أنهم ضحايا اختطاف الفضائيين أكثر ميلًا نحو تذكر الكلمات المرتبطة لغويًا مقارنة بتذكر مجموعة الكلمات المضبوطة في تلك التجربة.
تُعتبر تجربة الضياع في المركز التجاري طريقة بحثية مصممة لزرع ذاكرة كاذبة بتعرض الفرد للضياع في مركز تجاري في طفولته بهدف مناقشة القدرة على خلق «ذاكرة» عن حدث غير موجود عند مناقشة هذا الحدث الكاذب. في دراستها الأولية، وجدت إليزابيث لوفتس تطوير 25% من الأفراد المشاركين في الدراسة «ذاكرة» عن حدث غير موجود في السابق. أظهرت امتدادات تقنية الضياع في المركز التجاري وانحرافاتها إمكانية اقتناع ما متوسطه ثلث الأفراد المشاركين في الدراسة بمرورهم بأشياء غير حقيقية في طفولتهم، حتى عندما تشمل هذه الأشياء تجارب صادمة أو مستحيلة.
أظهر الباحثون التجريبيون القدرة على تعديل خلايا الذاكرة في حصين الفئران بهدف خلق ذكريات كاذبة اصطناعية.